# Ernesto Emilio Espinosa
Ernesto Emilio Espinosa fue un oficial del Ejército Argentino que participó de la guerra de las Malvinas integrando la Compañía de Comandos 602 y murió el 31 de mayo de 1982 en el Combate de Top Malo House.

## Guerra de Malvinas
Tenía el grado de teniente, era casado y tenía dos hijas (Florencia y Gabriela) cuando fue movilizado en mayo de 1982. Por tener la aptitud de comando, recibió la orden de integrar la recientemente creada Compañía de Comandos 602 como tirador especial de la 1.ª Sección de Asalto.
El 28 de mayo sale junto a su sección al mando del capitán José Vercesi con la misión de explorar el área de Monte Simmons. Debido a las condiciones atmosféricas reinantes de lluvia y frío deben buscar refugio en un puesto denominado Top Malo House. Allí ocupa un puesto observatorio en el piso superior. Al amanecer es atacado por una fracción británica de 20 hombres del Mountain and Arctic Warfare Cadre. Cae heroicamente en combate en el interior de la casa, atrayendo fuego enemigo para posibilitar el repliegue de sus camaradas.

## Condecoraciones
- En forma póstuma fue ascendido al grado militar de teniente primero

- Por su actuación en el conflicto, le fue otorgada la condecoración La Nación Argentina al Heroico Valor en Combate por la siguiente causa: “Voluntariamente proteger el repliegue de sus camaradas cuando integraba una patrulla de exploración adelantada y, ante un ataque notoriamente superior en efectivos y personal, combatir hasta lograr, merced al sacrificio de su vida, el cumplimiento de su misión”.[1]

- Fue declarado "héroe nacional" por la ley 24.950,[2] junto con otros combatientes argentinos fallecidos en la guerra de las Malvinas.

## Homenajes
Llevan el nombre del teniente primero Espinosa:
- Una calle de Rosario.
- Una calle de la ciudad de Apóstoles.
- La sala de situación del Regimiento de Infantería de Monte 30 del Ejército Argentino.
- Pasaje 16 Barrio Santa Ana I en Salta.